# Gateway (comics)
Pour les articles homonymes, voir Gateway.
Gateway est un personnage de fiction créé par Marvel Comics (Chris Claremont et Marc Silvestri), apparu pour la première fois dans X-Men #227.
C'est un allié mystérieux des X-Men.

## Biographie fictive
Le vieux muet surnommé Gateway est un aborigène australien dont on ne connait pas grand-chose du fait qu'il ne parle pas (on ignore s'il est muet, malgré des capacités télépathiques reconnues). Il vit comme l'ont toujours fait ses ancêtres, dans l'outback Australien.
Un jour, il fut forcé de servir les Reavers. Ce sont eux qui le surnommèrent Gateway à cause de son pouvoir. En échange de sa liberté, il aida les mercenaires cyborgs à échapper aux X-Men.
Il assista ensuite les X-Men, en les transportant là où ils désiraient aller.
C'est lui qui présenta Penance (en) au Hurleur quand celui-ci avait la charge de Generation X. Il semblait aussi connaître mystérieusement Chamber.
Après la mort de Psylocke, il apparut à Tornade et l'informa qu'il n'était autre que le futur arrière-grand-père de Bishop.
Gateway a fait partie des mutants pourchassés par les Maraudeurs, à cause de son don qui lui permet de voir le futur.
Gateway fait partie des rares mutants ayant conservé leurs pouvoirs après le M-Day.
Dans Secret Warriors #4, il survécut à une tentative d'assassinat, et il envoya son pupille Eden Fesi devenir un agent de Nick Fury.

## Pouvoirs
- Grâce à son rhombe qui sert de focus à son pouvoir, Gateway peut téléporter autrui à l'endroit voulu. Il crée pour cela des tunnels en pliant le temps et l'espace. Il peut aussi téléporter vers d'autres dimensions, ou bien simplement ouvrir des fenêtres circulaires, pour observer d'autres lieux, y compris dans le passé ou le futur.
- Gateway n'est pas vraiment muet, mais il n'a parlé que deux fois en présence des X-Men. Il peut toutefois communiquer mentalement avec les télépathes, comme Chamber ou Psylocke.
- Gateway est un aborigène australien, connaissant les légendes de son peuple et les manières de survivre dans la nature.